# Kew
Pour les articles homonymes, voir Kew (homonymie).
Kew (API : [kjuː]) est un quartier du sud-ouest du Grand Londres situé sur la rive sud de la Tamise à environ 16 km en amont de Londres, dans le district de Richmond upon Thames, jusqu'à 1965 dans le Surrey.

Il est célèbre pour abriter les Jardins botaniques royaux (Kew Gardens), son vieil Observatoire royal, son vieux palais de Kew et les Archives nationales où l'on peut voir le Domesday Book, livre de recensement des propriétaires fonciers du temps de Guillaume le Conquérant. Le cricket est joué à Kew aussi.
La paroisse de Kew couvre 140,12 ha, pour la plupart occupés par Kew Gardens (121 ha).

## Histoire
Le cours actuel de la Tamise remonte au Paléolithique (470 000 à 13 000 ans). L'emplacement de Kew et de Richmond, dans un méandre de la rivière, en fit un site de passage et de résidence privilégié où il n'est pas rare de trouver des artéfacts préhistoriques, malgré les fréquentes inondations recouvrant l'endroit de couches d'alluvions successives et les aménagements humains enfouissant les signes d'existence des générations passées. Kew était proche de la voie romaine menant vers l'ouest et qui passait par Brentford situé au nord sur la rive gauche de la Tamise - de plus comme le nom "ford" l'indique, c'était l'un des derniers lieux sur le cours du fleuve où l'on pouvait traverser ce dernier à pied, d'où l'établissement d'un poste romain à Brentford. Cette caractéristique a vraisemblablement marqué l'évolution du Kew de cette période, comme point de passage fréquent.
La plus ancienne mention écrite connue de Kew se trouverait dans le livre de Jules César Commentaires sur la Guerre des Gaules, comme l'endroit où l'armée romaine aborda en 54 BC. Cependant la première référence documentée de façon certaine date de 1313. En 1483, le hameau était assez développé pour payer une taxe. Au début du Moyen Âge, la paroisse de Richmond s'appelait Shene. Elle est mentionnée dans le testament de Theodred, évêque de Londres, en 951. Au XIIe siècle, Shene incluait Richmond et Kew et fut l'une des quatre divisions dépendantes du Minster de Kingston-on-Thames jusqu'en 1769. On ne sait pas exactement quand Kew devint une paroisse distincte de Richmond, sauf que la séparation se fit probablement avant le XVe siècle.
Henry V (1386 – 1422) fit construire un monastère de chartreux au sud-est de l'emplacement actuel de l'Observatoire royal.
Originellement un village des environs de Londres, il a été successivement appelé Kayhor (XIVe siècle), Kayo (XVe siècle), Keyowe, Kaiho, Kayhoo, Cewe (XVIe s.), Ceu (XVIIe s.). Kew commença à être connu pour lui-même avec l'arrivée de la Cour à Richmond-upon-Thames et l'installation d'une partie des gens de la Cour sur la paroisse de Kew. En 1522, Marie Tudor fit créer le chemin de Kew à Richmond pendant le règne de son père Henri VII Tudor.
À l'arrivée de la Cour, au début du XVIe siècle, les terres entre Kew Green et la Tamise étaient divisées en lots de taille plus ou moins égale, avec une maison sur chaque lot. Les politiques et intrigues de la Cour amenèrent la fusion de nombreux lots, formant des propriétés de tailles inégales. À la fin du XVIe siècle, les nombreuses petites maisons, négligées, étaient tombées en ruines. Toute la terre entre l'actuelle Brentford Gate (porte de Kew gardens du côté de la Tamise) et le site du futur Kew palace était d'un seul tenant, avec une maison de grande taille appelée Kew farm. Immédiatement à l'est de cette propriété, le même processus de manipulation des lots avait amené une propriété similaire, avec une maison là où se tient actuellement l'herbarium des jardins botaniques royaux ; une carte de 1730 montre que cette deuxième maison appartenait à l'époque aux Saint Andrés et faisait partie du Kew Park estate. John Haverfield (1744-1820) était surintendant jardinier à Richmond Gardens (aujourd'hui Kew) et vivait à Haverfield House sur Kew Green. Thomas Gainsborough fit le portrait de sa fille Elizabeth au début des années 1780. Il est aujourd'hui conservé à la Wallace Collection.
Depuis les années 1730, Kew Green possède un terrain de cricket.
Il existait une ligne de tramway à traction hippomobile entre Kew Bridge et Richmond-upon-Thames gérée par la West Metropolitan Tramways Company, de 1883 à 1912.
Une ancienne industrie de Kew était la fabrication de plaques, par la Caxton Name Plate Manufacturing Company, sur la côte nord de Kew Green. La compagnie existait entre 1964 et 1997, et sa vieille usine, encore avec son nom à l'extérieur, est visible du pont de Kew.
Des automobiles étaient aussi fabriquées à Kew. Des années 1920 jusqu'à 1967, les compagnies américaines Dodge et Chrysler fabriquaient quelques-uns de leurs modèles à Kew pour le marché européen, et une de leurs voitures s'appelait la Chrysler Kew.

## Monuments
L'église paroissiale de Kew, dédiée à Sainte-Anne (en anglais Saint Anne's Church), a été consacrée en 1714 en mémoire de la reine Anne. On peut voir dans le cimetière les tombeaux des artistes Thomas Gainsborough, Franz Andreas Bauer, George Engleheart et Johann Zoffany. Les botanistes et directeurs des Jardins de Kew William Jackson Hooker et son fils Joseph Dalton Hooker sont enterrés ici aussi. À l'est de l'église se trouve un ancien mausolée où le duc Adolphe de Cambridge et sa femme Augusta de Hesse-Cassel étaient enterrés avant d'être transférés à la Chapelle Saint-Georges de Windsor en 1930.

## Personnalités liées à Kew

### Familles royales et personnages attachés
Les Tudor, les Stuart puis les Georgiens ont successivement été liés à Kew.
Sir Henry Norris (1482–1536), Porte-coton de Henri VIII, eut à Kew le bâtiment précédant Kew palace, une large propriété appelée Kew Farm. Après son exécution et le mariage de Henri VIII avec Jeanne Seymour (1536), Cromwell attribua Kew Farm à sir Edward Seymour, frère aîné de Jeanne la nouvelle reine et qui fut la même année fait vicomte Beauchamp de Hatch et par la suite duc de Somerset. Toutefois Edward Seymour ne resta que peu de temps à Kew, car en 1537 Cromwell ordonna à Rowland Lee, évêque de Coventry et Lichfield, d'échanger sa maison située sur le Strand avec celle de Lord Beauchamp à Kew.

Charles Somerset, premier earl de Worcester, reçut une propriété à Kew en 1517. Il mourut en 1526, et la maison revint alors à sa femme Eleanor puis à son fils sir Georges Somerset. En 1538 Georges vendit la maison pour 200 livres à Thomas Cromwell, qui la revendit à Charles Brandon, 1er duc de Suffolk. Charles Brandon avait secrètement épousé Marie Tudor ; le Cygnea Cantio (en) de John Leland signale que Marie Tudor (et donc Charles Brandon aussi) vécut un temps à Kew après le retour en Angleterre de Marie.

Robert Dudley (1532 – 1588) reçut Kew palace de la reine Élisabeth Ire d'Angleterre dont il était l'ami d'enfance et le favori.

### Artistes liés à Kew

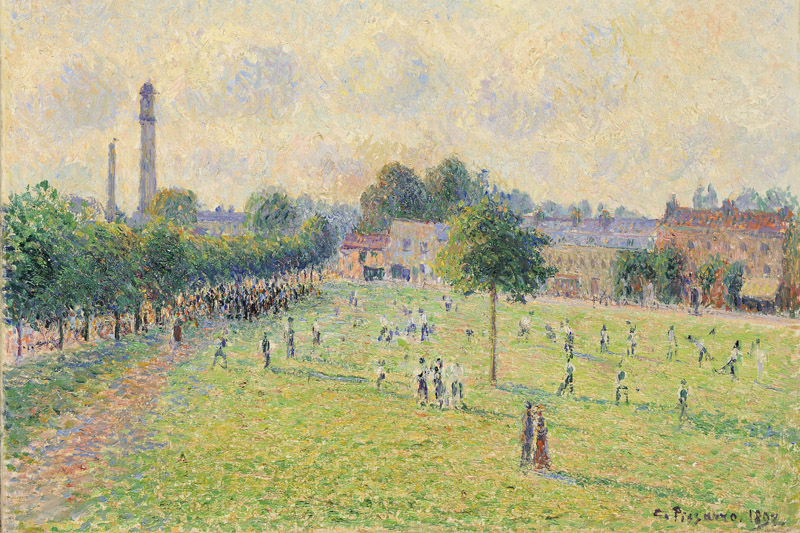
Kew Green en 1892 par Camille Pissarro.

- Sir Peter Lely (1618 – 1680), peintre portraitiste, avait une maison sur le côté nord de Kew Green[13]. Presque exactement sur le même emplacement, Jeremiah Meyer (en) (1735 – 1789), miniaturiste de la reine Charlotte et de George III, fit construire une maison un siècle plus tard. Meyer est enterré à l'église Ste Anne[14].
- Franz Bauer (1758 – 1840) fut le premier illustrateur de botanique à Kew Gardens. Il s'installa à Kew en 1790, où il réalisa des peintures et dessins détaillés de plantes disséquées, souvent d'une précision microscopique ; il donna aussi des leçons à la reine Charlotte, à la princesse Élisabeth et à William Hooker sur l'art de l'illustration, et reçut souvent des amis et botanistes chez lui. Il est enterré à l'église St Anne de Kew[15] à côté de Thomas Gainsborough.
- George Engleheart (1750 – 1829), grand peintre anglais de miniatures, est né à Kew[16]. Il y est enterré à l'église St Anne[17].

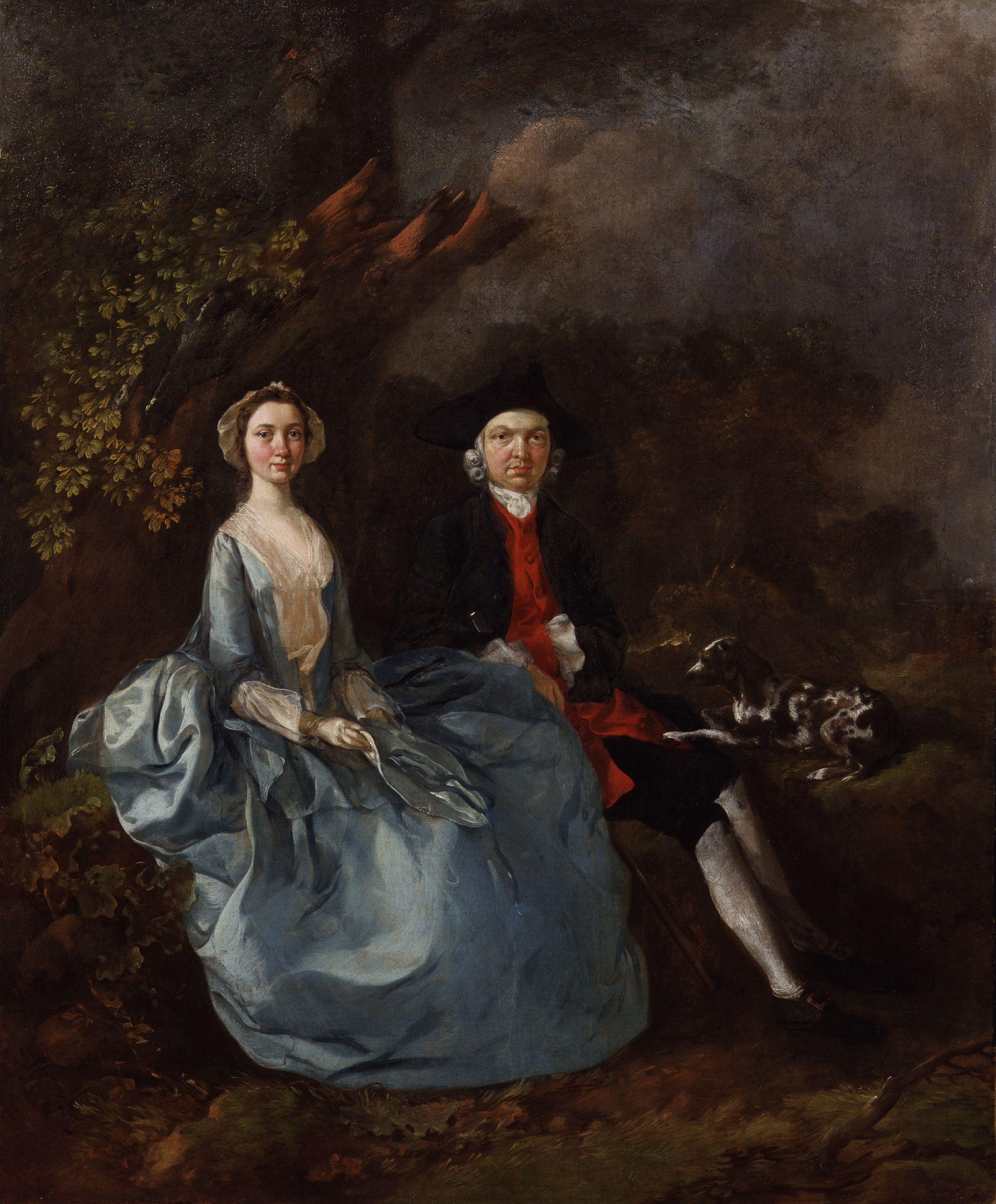
"Sarah Kirby (née Bull) et ", by Thomas Gainsborough

- John Joshua Kirby (en) (1716 – 1774), peintre paysagiste, graveur et écrivain, orienta son art selon les idées de perspective linéaire du mathématicien anglais Brook Taylor. Il était le fils du topographe John Kirby (1690–1753), et fut le père de l'écrivain Sarah Trimmer et de l'entomologiste William Kirby[18]. Il s'installa à Kew en 1760, où il enseigna la perspective linéaire à George III[19]. Il fut élu membre de la Royal Society en 1767[20]. Mort à Kew, il est enterré à l'église Ste Anne de Kew[21].
- Thomas Gainsborough (1727 – 1788) visita souvent son ami Joshua Kirby à Kew ; après la mort de ce dernier il continua à fréquenter Kew, logeant dans une maison louée par sa fille près de l'église Ste Anne où il est enterré[14].

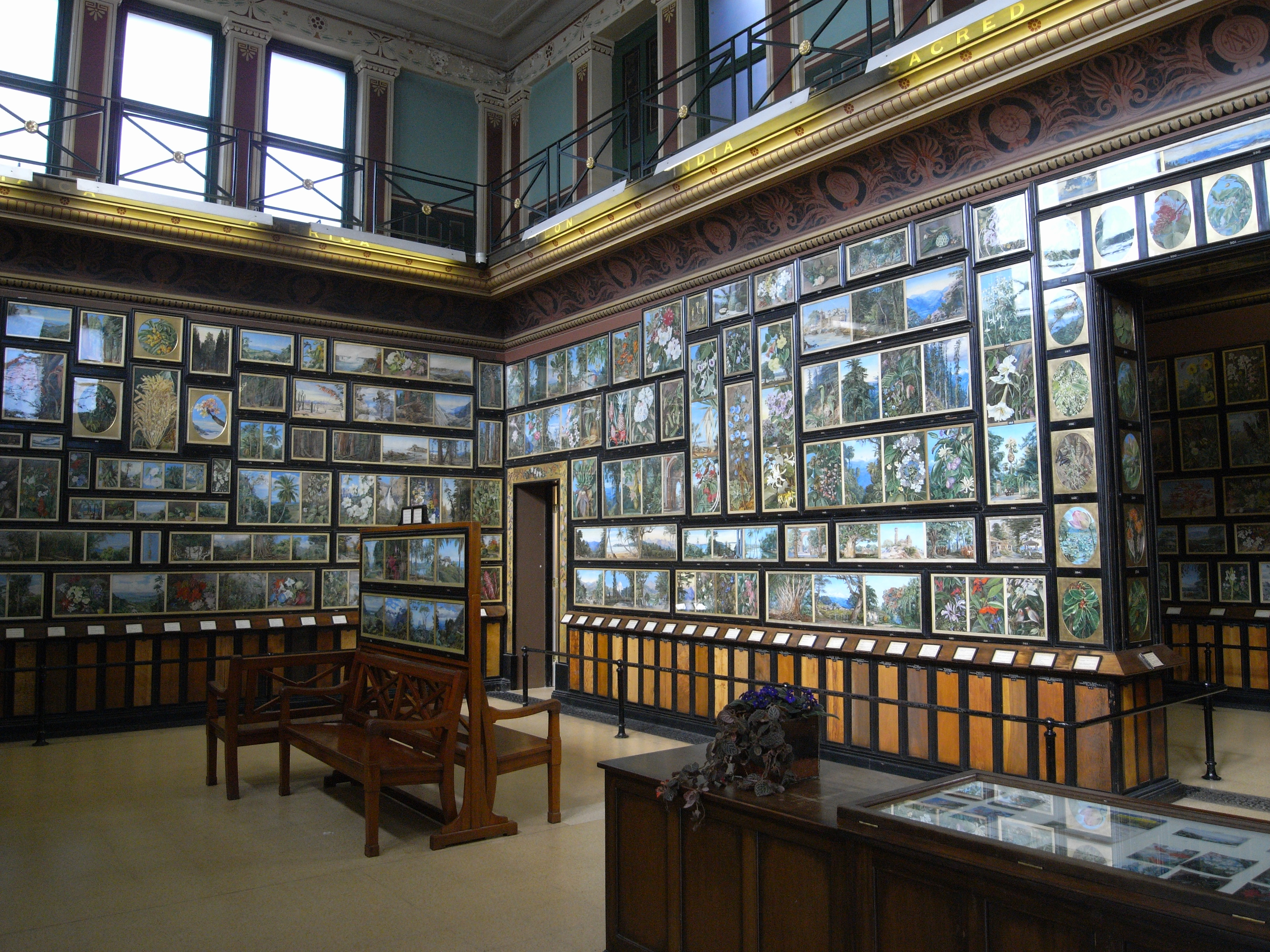
Galerie Marianne North, Kew Gardens, intérieur

- Walter Deverell (1827 – 1854), associé aux Préraphaélites, vécut au 352 Kew Road, alors Heathfield House. Il y avait un studio au fond du jardin où se trouvent actuellement des garages. C'est là qu'il peignit son œuvre "The Pet"[22].
- Arthur Hughes (1832 – 1915), peintre Préraphaélite, vécut et mourut à Eastside House au 22 Kew Green. Le site est marqué par une blue plaque[23].
- Charles Mozley (en) (1914 – 1991), peintre et professeur d'art, vécut et mourut au 358 Kew Road[24],[25]
- L'artiste de l'époque Victorienne Marianne North (1830 – 1890) n'a pas habité à Kew mais elle a légué sa collection d'art botanique à Kew Gardens et y a fondé une galerie (la Marianne North Gallery) pour y abriter cette collection[26].
- Camille Pissarro a habité au 10 Kew Green, au coin de la Gloucester Road, en 1892 au cours de son séjour londonien. Le site est marqué d'une blue plaque[23].

### Autres
- Claude Niépce, inventeur, frère de Nicéphore Niépce, y est mort

## Transports
Le mode de transport traditionnel entre Kew et Londres pour les riches comme pour les pauvres se faisait par voie d'eau sur la Tamise, qui séparait historiquement le Middlesex sur la rive nord, du Surrey (qui alors incluait Kew) sur la rive sud. Kew était connecté au Middlesex par ferry. Le premier pont de Kew fut construit en 1759. Le pont actuel de Kew (Kew Bridge) a été inauguré par le roi Édouard VII et la reine Alexandra en 1903 et fait de nos jours partie de la South Circular Road (A205). Il y a aussi un pont ferroviaire sur la Tamise à Kew, un de deux qui porte une ligne de métro de Londres (l'autre est à Fulham).
Train
Kew possède une gare, « Kew Bridge Station », qui est desservie par la compagnie South West Trains à partir de Waterloo via Vauxhall et Clapham Junction. Cette station est située sur la rive nord de la Tamise.
Métro
Underground : la station de métro « Kew Gardens station », au cœur de Kew depuis 1869, se trouve sur la branche de Richmond de la District Line ; elle fait partie de la zone 3 du réseau de transports publics londonien.

Overground : la même station de métro est aussi desservie par le réseau ferroviaire du London Overground, branche de Richmond.
Bus
Kew est desservi par les bus 65 (dont un arrêt près de l'entrée de Kew Gardens), 391 (dont un arrêt près de la gare de trains Kew Gardens Station), R68 (qui commence à Kew Retail Park), 237 et 267.
Routes
L'autoroute M4 passe à 1 km au nord en empruntant le pont de Kew (Kew bridge) pour traverser la Tamise. Elle donne accès à l'aéroport de Heathrow et à l'ouest du pays.

La A316 (en), prolongation de l'autoroute M3 et liaison avec l'autoroute M4, passe en bordure sud de Kew, entre Kew et Richmond-upon-Thames.

Les deux autres routes très fréquentées traversant Kew sont la South Circular Road (en) (A205), partie sud de l'équivalent londonien de l'Autoroute A86 qui entoure Paris ; et Kew Road, début de la A307 (en) et principal lien avec Richmond upon Thames, en bordure est de la paroisse.
Noter que les places de parking sont rares et parfois chères dans Kew.
Bateaux
Le service de "bus de rivière" du réseau de transports publics de Londres dessert Kew pier (en) près du pont de Kew, avec un service reliant cet arrêt à Richmond upon Thames, Hampton Court, et la Westminster Pier (en) près du pont de Westminster.
Des compagnies de bateaux de plaisance opèrent un service régulier en été (1er avril à fin septembre). Deux lignes régulières par bateau de plaisance ont un arrêt à Kew pier (en): Westminster - Hampton Court et Westminster - Kew, desservis par London River Services.